# 센스 오브 젠더상
센스 오브 젠더상(일본어: センス・オブ・ジェンダー賞 센스오부젠다쇼[*])는 전년도 1월 1일부터 12월 31일까지 간행된 SF 및 판타지 장르 작품들 가운데 성차, 성역할 테마를 탐구한 작품에 주어지는 문학상이다. 약칭은 SOG상(SOG賞). SF 장르에서 젠더의 이해를 넓히고자 창립된 미국의 제임스 팁트리 주니어상의 일본판으로서 설립되었다.
젠더SF연구회에서 상을 주재하며, 젠더SF연구회 회원과 외부 위원을 합쳐 총 5명의 위원들의 토론 및 투표로 수상작을 결정한다. 발표 및 시상식은 매년 일본SF대회에서 열린다. 매년 최종 후보 5작품과 심사위원들의 강평은 젠더SF연구회 홈페이지에 공개된다.